# Таташидзе, Зураб Константинович
Зураб Константинович Таташидзе (Тинтилозов) (груз. ზურაბ ტატაშიძე; 24 сентября 1928 — 12 июня 2011) — грузинский физикогеограф, спелеолог. Доктор географических наук (1973), профессор (1979). Член-корреспондент Национальной Академии наук Грузий (1997). Директор Института географии имени Вахушти Багратиони (1993–2005).   

## Биография
Зураб Константинович Таташидзе в 1951 году окончил геолого-географический факультет Тбилисского государственного университета. В 1951–54 годах прошёл курс аспирантуры под руководством академика А. Н. Джавахишвили. С 1957 года и до самой смерти работал в Институте географии имени Вахушти Багратиони. Был руководителем отделения карстологии и спелеологии Института географии имени Вахушти Багратиони (1975–90). В 1983–93 годах заведующий кафедрой геоморфологии и геоэкологии Тбилисского государственного университета.
Основные направления деятельности З. К. Таташидзе, в исследование которых он внес существенный вклад: геоморфология, спелеология и карстология. Автор многих работ по спелеологии Грузии и один из первооткрывателей ряда ее крупных карстовых полостей. Опубликовал свыше 600 научных работ, среди которых 25 монографий. Под его непосредственным руководством и участием были открыти многочисленные карстовые пещеры, среди которых можно выделить Новоафонскую пещерную систему, Напра-мчиштскую пещерную систему и Цхалтубскую пещерную систему.
Вместе с профессором Л. И. Маруашвили считается одним из основателей спелеологии в Грузии. В 1998–2004 годах был президентом Грузинского национального спелеологического общество.
В 1989 году Зураб Константинович Тинтилозов сменил фамилию на Таташидзе. Лауреат Государственной премии СССР в области техники (1977). Кавалер Ордена Чести (1998). Американский биографический институт З. К. Таташидзе присвоил звание: „Человек года 1998“.